# Arthur Balfour
Arthur James Balfour (Egyesült Királyság, Skócia, 1848. július 25. – Egyesült Királyság, Surrey-grófság, 1930. március 30.) Balfour 1. grófja, politikus, az admiralitás első lordja, az Egyesült Királyság külügyminisztere és miniszterelnöke.

## Élete

### Ifjúkora
1848-ban született, gazdag skót nemesi családban. Felsőfokú tanulmányait az Etonban és a cambridge-i Trinity Egyetemen (Trinity College) végezte. Politikai pályafutásának kezdete 1874-ben történt, amikor beválasztották az angol parlament alsóházába (House of Commons), amely társaság a brit felsőház (House of Lords) alatt tevékenykedett. 

### Politikai pályafutása
1885-ben kelet Manchester választókerület elnöke lett. Robert Gascoyne-Cecil, akkori miniszterelnök (aki egyébként nagybátyja volt) kormányában pedig Skócia miniszterévé (Secretary for Scotland) nevezte ki. Később Írország minisztere (Secretary for Ireland, 1887), A kincstár első lordja (1892) és az alsóház vezetője is volt.

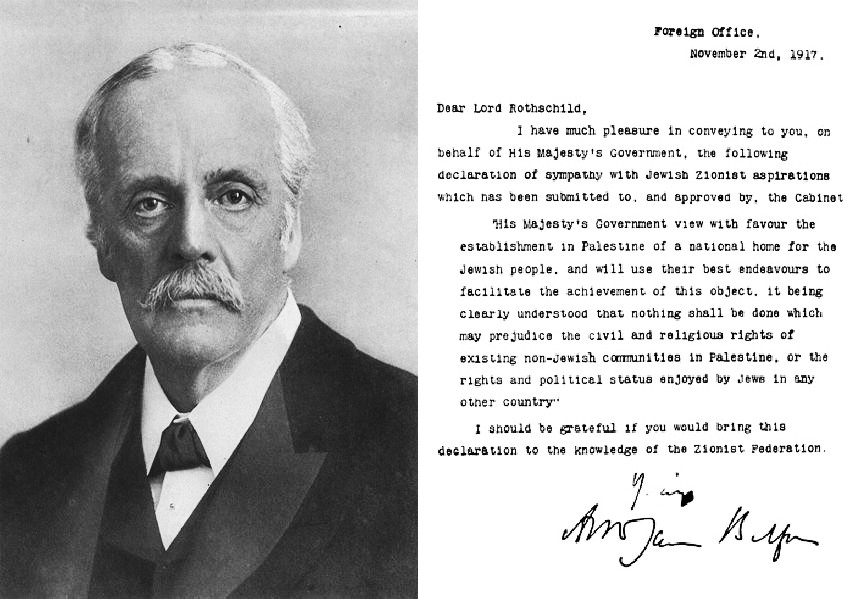
Arthur Balfour és a híressé vált 1917. november 2-án kiadott Balfour-nyilatkozat, a levél a brit kabinet 1917. október 31-ei álláspontját mutatja

1902-ben távozó nagybátyja után őt választották miniszterelnökké. Vezetése alatt fejeződött be a második búr háború, illetve ekkor adták ki az 1902-es oktatási reformot. Kabinetjét sikeresnek tartották, azonban három év kormányzás nélkül végül mégis le kényszerült mondani. Ugyanis a vámtarifa-reform megvitatása közben kiütköztek a miniszterei közötti ellentétek, amelyek megosztották az egész Konzervatív Pártot. Balfour végül 1905. december 5-én benyújtotta lemondását VII. Eduárd brit királynak, aki Sir Henry Campbell-Bannermannt nevezte ki utódjává. Bannermann azonban egyéves kormányzása alatt nem tudta egységesíteni és megerősíteni a pártot, így az 1906-os választások alkalmával a Konzervatív Párt súlyos vereséget szenvedett a fölényes győzelmet arató Liberális Párttal szemben. A Konzervatív Párt vezére 1911-ig volt, ekkor Bonar Law váltotta le.
Később az idős politikus Herbert Asquith megbízására az admiralitás első lordja (1915-1916), majd David Lloyd George megbízására külügyminiszter (1916-1919) volt. Külügyminiszteri szolgálata alatt született meg a híres Balfour-nyilatkozat, 1917-ben. A levél a brit kabinet 1917. október 31-ei álláspontját mutatja, melyben a britek támogatják a cionistákat egy zsidó „nemzeti otthon” létrehozásában Palesztinában, azzal a kikötéssel, hogy ez nem jár együtt a területen élő más népek önrendelkezési jogainak csorbulásával. A nyilatkozatot később bejegyezték a Törökországgal kötött párizsi békeszerződésbe és a palesztinai brit mandátumot létrehozó dokumentumba. (Bővebben: Balfour-nyilatkozat)
A politikától 1929-ben vonult vissza, s rá egy évvel 1930-ban elhunyt.

### Kormánya
- Hardinge Giffard: Lordkancellár
- Aretas Akers-Douglas: Belügyminiszter
- Henry Petty-Fitzmaurice: Külügyminiszter
- Joseph Chamberlain: Gyarmatügyi-miniszter
- Charles Vane-Tempest-Stewart: Oktatásügyi-miniszter
- William Palmer: Az admiralitás első lordja
- Charles Thomson Ritchie: Pénzügyminiszter
- Robert William Hanbury: Agrárminiszter
- St John Brodrick: Hadügyminiszter
- Austen Chamberlain: Postaügyi-miniszter

## Fordítás
- Ez a szócikk részben vagy egészben  az   Arthur Balfour című angol Wikipédia-szócikk fordításán alapul.  Az eredeti cikk szerkesztőit annak laptörténete sorolja fel. Ez a jelzés csupán a megfogalmazás eredetét és a szerzői jogokat jelzi, nem szolgál a cikkben szereplő információk forrásmegjelöléseként.